# Eishockey-Europameisterschaft 1926
Die 11. Eishockey-Europameisterschaft war ein Höhepunkt der Europameisterschaftsgeschichte. Mit neun teilnehmenden Teams, 25 Spielen und einer Dauer von acht Tagen brach das Turnier alle bisherigen Rekorde. Die Meisterschaft fand zum dritten Mal in der Schweiz statt, gespielt wurde vom 11. bis 18. Januar 1926. Sämtliche Spiele erfolgten in Davos. Teilnehmer waren neben Gastgeber Schweiz der Titelverteidiger Tschechoslowakei, Großbritannien, Frankreich, Italien, Spanien, Österreich, Polen und Belgien. Die Briten nahmen erstmals seit ihrem Titelgewinn 1910 wieder an einer EM teil.
Der Wettbewerb sollte ursprüngliche als Weltmeisterschaft ausgetragen werden. Die kanadische Mannschaft musste jedoch absagen, da ihr Kapitän nach seiner Hochzeit unabkömmlich war – ohne ihn wollte man nicht starten. Daher wurde nur die Europameisterschaft ausgespielt.

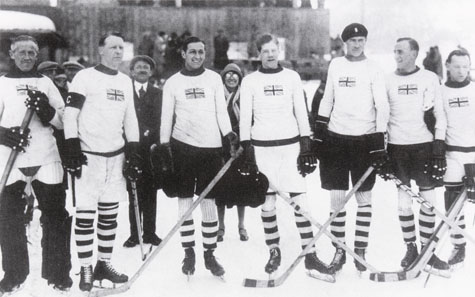
Die britische Eishockeynationalmannschaft bei der Europameisterschaft

Die hohe Teilnehmerzahl erforderte einen komplexen Austragungsmodus. Gespielt wurde zunächst in drei Vorrundengruppen mit je drei Mannschaften. Die Gruppensieger qualifizierten sich direkt für die Finalrunde, während die Gruppenzweiten in einer Hoffnungsrunde (alle Spiele wurden an einem Tag ausgetragen) den vierten Finalrundenteilnehmer ausspielten. Die Drittplatzierten der Vorrundengruppen spielten in einer Platzierungsrunde um die Plätze acht und neun und um die Chance als Sieger der Platzierungsrunde anschließend noch gegen den Drittplatzierten der Hoffnungsrunde um Platz sechs spielen zu können.
Europameister wurde die Schweiz, die ihren Heimvorteil nutzte, und sich, allerdings erst in einer Entscheidungsrunde, vor Titelverteidiger Tschechoslowakei und Österreich durchsetzen konnte.

## Vorrunde

### Gruppe A
| 11. Januar 1926 Vormittags | Belgien François Franck André Poplimont François Franck Willy Kreitz Roger Bureau | 5:0 (4:0, 1:0) | Spanien | Davos |

| 12. Januar 1926 14:00 Uhr | Tschechoslowakei 5. Josef Maleček 30. Josef Maleček | 2:0 (1:0, 1:0) | Belgien | Davos |

| 13. Januar 1926 Vormittags | Tschechoslowakei 9. Valentin Loos 11. Josef Maleček 15. Josef Maleček 24. Jaroslav Jirkovský 25. Jaroslav Jirkovský 33. Josef Maleček 35. Josef Maleček 39. Jaroslav Jirkovský 40. Valentin Loos | 9:2 (3:0, 6:2) | Spanien 24. Àngel Arche 30. Edgar Neville | Davos |

| Pl | Mannschaft       | Sp | S | U | N | Tore  | Diff | Pkt. |
| -- | ---------------- | -- | - | - | - | ----- | ---- | ---- |
| 1  | Tschechoslowakei | 2  | 2 | 0 | 0 | 11: 2 | + 9  | 4:0  |
| 2  | Belgien          | 2  | 1 | 0 | 1 | 5: 2  | + 3  | 2:2  |
| 3  | Spanien          | 2  | 0 | 0 | 2 | 2:14  | −12  | 0:4  |

### Gruppe B
| 12. Januar 1926 10:00 Uhr | Österreich Herbert Brück | 2:1 (0:1, 2:0) | Frankreich 2. Raoul Couvert | Davos |

| 12. Januar 1926 Abends | Frankreich Albert Hassler Albert Hassler. | 2:1 (1:1, 1:0) | Polen 3. Aleksander Tupalski | Davos |

| 13. Januar 1926 Mittags | Österreich Walter Brück Peregrin Spevak | 2:1 (0:1, 2:0) | Polen Aleksander Tupalski | Davos |

| Pl | Mannschaft | Sp | S | U | N | Tore | Diff | Pkt. |
| -- | ---------- | -- | - | - | - | ---- | ---- | ---- |
| 1  | Österreich | 2  | 2 | 0 | 0 | 4:2  | +2   | 4:0  |
| 2  | Frankreich | 2  | 1 | 0 | 1 | 3:3  | 0    | 2:2  |
| 3  | Polen      | 2  | 0 | 0 | 2 | 2:4  | −2   | 0:4  |

### Gruppe C
| 11. Januar 1926 | Großbritannien Ross Cuthbert Blaine Sexton Ross Cuthbert Blaine Sexton Gary Reid Ross Cuthbert | 8:1 (4:0, 4:1) | Italien Guido Botturi | Davos |

| 12. Januar 1926 Nachmittags | Schweiz Albert Geromini Heinrich Meng Fritz Kraatz Heinrich Meng Fritz Kraatz Albert Geromini Heinrich Meng Louis Dufour | 13:0 (7:0, 6:0) | Italien | Davos |

| 13. Januar 1926 Nachmittags | Schweiz Murezzan Andreossi Heinrich Meng Alexander Spengler Heinrich Meng Louis Dufour | 5:4 n. V. (1:3, 2:0, 1:1, 1:0) | Großbritannien Gary Ried Blaine Sexton Ross Cuthbert Blaine Sexton | Davos |

| Pl | Mannschaft     | Sp | S | U | N | Tore | Diff | Pkt. |
| -- | -------------- | -- | - | - | - | ---- | ---- | ---- |
| 1  | Schweiz        | 2  | 2 | 0 | 0 | 18:4 | +14  | 4:0  |
| 2  | Großbritannien | 2  | 1 | 0 | 1 | 12:6 | + 6  | 2:2  |
| 3  | Italien        | 2  | 0 | 0 | 2 | 1:21 | −20  | 0:4  |

## Platzierungsrunde der Drittplatzierten
| 14. Januar 1926 | Italien Edoardo Piazza Marco Urbano | 2:2 (1:2, 1:0) | Spanien 2. Ricardo Arche | Davos |

| 15. Januar 1926 | Polen Tadeusz Adamowski Lucjan Kulej Andrzej Osiecimski | 3:1 (0:0, 3:1) | Italien Giuseppe Paulon | Davos |

| 16. Januar 1926 | Polen Aleksander Tupalski (2) Tadeusz Adamowski Aleksander Kowalski | 4:1 (2:1, 2:0) | Spanien | Davos |

| Pl | Mannschaft | Sp | S | U | N | Tore | Diff | Pkt. |
| -- | ---------- | -- | - | - | - | ---- | ---- | ---- |
| 1  | Polen      | 2  | 2 | 0 | 0 | 7:2  | +5   | 4:0  |
| 2  | Italien    | 2  | 0 | 1 | 1 | 3:5  | −2   | 1:3  |
| 3  | Spanien    | 2  | 0 | 1 | 1 | 3:6  | −3   | 1:3  |

## Hoffnungsrunde der Zweitplatzierten
| 14. Januar 1926 | Frankreich Albert Hassler | 1:0 (0:0, 1:0) | Belgien | Davos |

| 14. Januar 1926 | Großbritannien Ross Cuthbert Gary Reid Ross Cuthbert | 5:0 (3:0, 2:0) | Belgien | Davos |

| 14. Januar 1926 | Großbritannien Blaine Sexton | 3:1 (2:1, 1:0) | Frankreich 16. Philippe Payot | Davos |

| Pl | Mannschaft     | Sp | S | U | N | Tore | Diff | Pkt. |
| -- | -------------- | -- | - | - | - | ---- | ---- | ---- |
| 1  | Großbritannien | 2  | 2 | 0 | 0 | 8:1  | +7   | 4:0  |
| 2  | Frankreich     | 2  | 1 | 0 | 1 | 2:3  | −1   | 2:2  |
| 3  | Belgien        | 2  | 0 | 0 | 2 | 0:6  | −6   | 0:4  |

## Spiel um Platz 6
Platzierungsrundensieger – Hoffnungsrundenletzter
| 17. Januar 1926 | Belgien Jacques van Reysschoot | 1:3 (1:2, 0:1) | Polen Kazimierz Żebrowski Tadeusz Adamowski Aleksander Tupalski | Davos |

## Finalrunde um die Plätze 1–4
| 15. Januar 1926 | Schweiz Louis Dufour Heinrich Meng Louis Dufour | 5:3 (3:0, 2:3) | Österreich Ulrich Lederer | Davos |

| 15. Januar 1926 | Tschechoslowakei 9. Josef Maleček 21. Jaroslav Jirkovský | 2:1 (1:0, 1:1) | Großbritannien 28. Blaine Sexton | Davos |

| 16. Januar 1926 | Österreich 6. Ulrich Lederer 25. Herbert Brück 30. Peregrin Spevak | 3:1 (1:1, 2:0) | Großbritannien 8. Blaine Sexton | Davos Zuschauer: 1500 |

| 16. Januar 1926 | Schweiz | 0:1 (0:1, 0:0) | Tschechoslowakei | Davos |

| 17. Januar 1926 | Österreich | 1:0 (0:0, 1:0) | Tschechoslowakei | Davos Zuschauer: 2000 |

| 17. Januar 1926 | Schweiz | 7:4 (3:2, 4:2) | Großbritannien | Davos |

| Pl | Mannschaft       | Sp | S | U | N | Tore  | Diff | Pkt. |
| -- | ---------------- | -- | - | - | - | ----- | ---- | ---- |
| 1  | Schweiz          | 3  | 2 | 0 | 1 | 12: 8 | +4   | 4:2  |
| 1  | Österreich       | 3  | 2 | 0 | 1 | 7: 6  | +1   | 4:2  |
| 1  | Tschechoslowakei | 3  | 2 | 0 | 1 | 3:2   | +1   | 4:2  |
| 4  | Großbritannien   | 3  | 0 | 0 | 3 | 6:12  | −6   | 0:6  |

Entscheidungsrunde um die Plätze 1–3
| 18. Januar 1926 11:00 Uhr | Schweiz 26. Fritz Kraatz 32. Louis Dufour 35. Louis Dufour | 3:1 (0:0, 3:1) | Tschechoslowakei 30. Valentin Loos | Davos |

| 18. Januar 1926 14:30 Uhr | Tschechoslowakei 22. Jaroslav Jirkovský 30. Jaroslav Jirkovský 36. Josef Maleček | 3:1 (0:0, 3:1) | Österreich 37. Ulrich Lederer | Davos |

| 19. Januar 1926 11:00 Uhr | Schweiz 5. Heinrich Meng 23. Heinrich Meng | 2:2 (1:1, 1:1) | Österreich 12. Ulrich Lederer 27. Walter Brück | Davos Zuschauer: 1500 |

| Pl | Mannschaft       | Sp | S | U | N | Tore | Diff | Pkt. |
| -- | ---------------- | -- | - | - | - | ---- | ---- | ---- |
| 1  | Schweiz          | 2  | 1 | 1 | 0 | 5: 3 | +2   | 3:1  |
| 2  | Tschechoslowakei | 2  | 1 | 0 | 1 | 4:4  | 0    | 2:2  |
| 3  | Österreich       | 2  | 0 | 1 | 1 | 3:5  | −2   | 1:3  |

## Abschlussplatzierung der EM
| RF | Team             |
| -- | ---------------- |
| 1  | Schweiz          |
| 2  | Tschechoslowakei |
| 3  | Österreich       |
| 4  | Großbritannien   |
| 5  | Frankreich       |
| 6  | Polen            |
| 7  | Belgien          |
| 8  | Italien          |
| 9  | Spanien          |

| Europameister Schweiz   | Mezzi Andreossi, Jacques Besson, Louis Dufour, Charles Fasel, Albert Geromini, Fritz Kraatz, Adolf Martignoni, Heini Meng, Anton Morosani, Paul Müller, Giuseppe Penchi, Alexander Spengler |
| Silber Tschechoslowakei | Vaclav Dolezal, Jaroslav Jirkovský, Jan Krasl, Valentin Loos, Josef Maleček, Jan Peka, Jaroslav Pospíšil, Jan Pusbauer, Josef Šroubek, Miroslav Steigenhöfer                                |
| Bronze Österreich       | Franz Bidla, Herbert Brück, Walter Brück, Konrad Glatz, Alex Lebzelter, Ulrich Lederer, Alfred Revi, Peregrin Spevak, Georg Stransky, Kurt Wollinger                                        |